# Donji Macelj
Donji Macelj je naselje u Republici Hrvatskoj, u sastavu Općine Đurmanec, Krapinsko-zagorska županija. 

## Stanovništvo
Prema popisu stanovništva iz 2001. godine, naselje je imalo 558 stanovnika te 151 obiteljskih kućanstava.
| broj stanovnika | 457   | 534   | 562   | 523   | 563   | 617   | 590   | 870   | 794   | 413   | 453   | 521   | 545   | 583   | 558   | 566   | 528   |
|                 | 1857. | 1869. | 1880. | 1890. | 1900. | 1910. | 1921. | 1931. | 1948. | 1953. | 1961. | 1971. | 1981. | 1991. | 2001. | 2011. | 2021. |

## Spomenici i znamenitosti
- Spomen crkva muke Isusove uz koju su pokopani posmrtni ostatci 1163 ubijenih koji su ekshumirani 1992. iz 23 pronađene masovne grobnice. Pretpostavlja se, da je na tom području još oko 130 neekshumiranih masovnih grobnica u kojima je oko 12 tisuća ubijenih hrvatskih vojnika i civila.[6][7]

Dana 23. kolovoza 2011., na Europski dan sjećanja na žrtve svih totalitarnih i autoritarnih režima postavljena je spomen-ploča u znak sjećanja na žrtve komunističkog režima stradale na Macelju.